# 이코마 지카유키

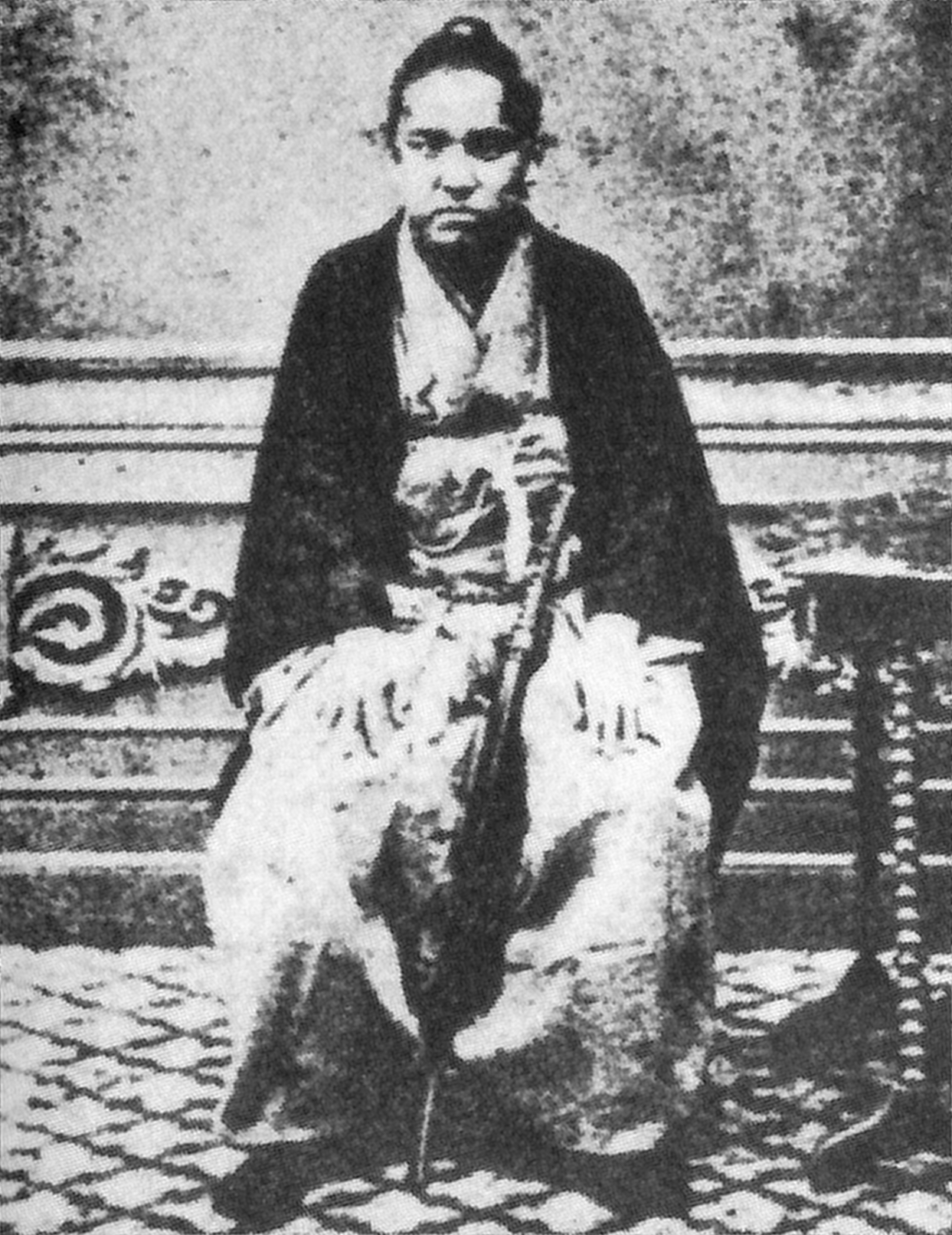
이코마 지카유키

이코마 지카유키(일본어: 生駒親敬, 1849년 12월 21일 ~ 1880년 9월 9일)는 일본 에도 시대의 다이묘로, 야시마번의 번주이다. 이코마 지카미치의 아들이며, 어릴적 이름은 도쿠타로(篤太郎), 도쿠타로(徳太郎), 오쿠라(大内蔵)이다. 관위는 종5위하, 사누키노카미이다.
안세이 2년(1855년), 아버지 지카미치가 사망하자 가문을 계승하여 야시마 이코마 가문의 12대 영주가 되었다. 어릴적부터 총명하였다고 한다. 게이오 4년(1868년), 보신 전쟁이 일어나자 구보타 번, 혼조 번과 함께 신정부군 측에 가담하였으나, 쇼나이번의 침공을 받아 대패하여 야시마 진야를 빼앗겼다. 하지만 전쟁이 끝난 뒤 신정부로부터 공적을 인정받아, 같은 해 11월 20일에 1만 5200석의 영지를 받아 번주가 되었으며, 종5위하의 관위, 관직을 서임받았다. 메이지 2년(1869년) 6월 22일 판적봉환으로 지번사가 되었고, 메이지 4년(1871년) 7월에는 폐번치현으로 면직되었다. 메이지 13년(1880년)에 32세의 나이로 사망하였다.
| 전임 이코마 지카미치 | 제12대 야시마 영주 1855년 ~ 1868년 | 후임 야시마 령에서 야시마 번으로 승격 |

|  | 야시마번주 1868년 ~ 1871년 | 후임 폐번치현 |